# 櫻井彩
櫻井彩（日语：桜井彩，1989年2月24日—），日本前AV女優。

## 簡歷
2011年6月22日以SODクリエイト宣傳部的新進員工登場。同年7月在『SOD女子社員のお仕事ですよ』（エンタ!959）以主持人的身分演出。
2012年2月以SOD員工的身分在AV界出道。
2014年4月退出SOD，同年6月成為S1的專屬女優。。
2015年6月成為偶像團體「PINKEY」的成員，但在2016年1月退出。
2016年8月退出S1的專屬身分，成為企劃單體女優。
2019年12月7日於官方Twitter上宣布自AV界引退。
2020年2月宣布將透過群眾募資的方式來製作寫真集“桜井彩引退プロジェクト”。
2020年5月8日販售引退作。

## 人物
出身於東京都。
興趣是打網球看彈鋼琴。

## 外部連結
- 桜井あやの宣伝広報ブログ （页面存档备份，存于） - SOD宣傳部 舊官方部落格（2011年6月22日登場）
- 桜井 彩♡A TOKYO的X（前Twitter）（2014年5月16日 - ）
- ♡桜井彩の今日も笑顔で彩ピース♡ （页面存档备份，存于） - 官方部落格（2014年5月17日 - 2020年2月20日）
- ♡桜井 彩♡A TOKYO的Instagram帳戶